# Eurithia cristata
Eurithia cristata är en tvåvingeart som först beskrevs av Villeneuve 1920.  Eurithia cristata ingår i släktet Eurithia och familjen parasitflugor. Inga underarter finns listade i Catalogue of Life.